# Cyathura muromiensis
Cyathura muromiensis is een pissebed uit de familie Anthuridae. De wetenschappelijke naam van de soort is voor het eerst geldig gepubliceerd in 1974 door Nunomura.